# Victor Wolfgang von Hagen
Victor Wolfgang von Hagen (29 de fevereiro de 1908, St. Louis, Missouri - 8 de março de 1985) foi um explorador estadunidense, antropólogo, historiador, arqueólogo e memorialista das viagens que, ao lado da esposa Sylvia von Hagen.
Entre os anos de 1940 e 1965 publicou grande número de livros, versando principalmente sobre as civilizações Inca, Maia e Asteca.
No início da década de 1950 realizou duas viagens exploratórias ao Peru, incaicas pelas estradas antigas, tendo descoberto os restos da única ponte suspensa ainda remanescente da civilização extinta.
Sua filha, Adriana von Hagen, é co-diretora de um museu peruano, em Leymebamba.

## Trabalho
Seu primeiro livro, Off With Their Heads (1937), foi baseado em uma estadia de oito meses com uma tribo de caçadores de cabeças no Equador. Ele acompanhou alguns de seus grupos de guerra e testemunhou o processo de encolhimento de cabeças. Mais tarde, ele viajou por Honduras e Guatemala em busca do esquivo quetzal, um pássaro reverenciado pelos antigos astecas e maias. Ele registrou suas experiências em seu próximo livro, Quetzal Quest: The Story of the Capture of the Quetzal, the Sacred Bird of the Aztecs and the Mayas (1939).
Como naturalista, ele conhecia muito bem as Ilhas Galápagos e escreveu o primeiro estudo abrangente da tartaruga gigante. Ele também era um especialista na vida vegetal das ilhas. Von Hagen foi premiado com a Orden de Merito pela República do Equador por seu trabalho de conservação em Galápagos.

## Obras
- Alexander von Humboldt
- Off With Their Heads (1937)
- Ecuador the Unknown (1938)
- The Tsátchela Indians of Western Ecuador (1939)
- The Galapagos Islands and Charles Darwin: Notes on an Exhibition at the Bancroft Library (1939)
- Quetzal Quest - The Story of the Capture of the Quetzal, the Sacred Bird of the Aztec and the Mayas (1939)
- Jungle in the Clouds (1940)
- Riches of South America (Vizinhos do Novo Mundo) (1941)
- Riches of Central America (Vizinhos do Novo Mundo) (1942)
- Paper and Civilization (Scientific Monthly, vol. 57, 1943)
- Mexican Papermaking Plants (Journal of the New York Botanical Gardens, vol. 44, 1943)
- The Jicaque Indians of Honduras (1943)
- The Aztec and Maya Papermakers (1943)
- South America Called Them: Explorations of the Great Naturalists: La Condamine, Humboldt, Darwin, Spruce (1945)
- South American Zoo (1946)
- F. Catherwood 1799-1854 - Architect-Explorer of Two Worlds (1946)
- Maya Explorer: John Lloyd Stephens and the Lost Cities of Central America and Yucatán (1947)
- The Green World of the Naturalists - A Treasury of Five Centuries of Natural History in South America (1948)
- A Guide to Lima, the Capital of Peru (Guias para o Peru) (1949)
- A Guide to Cusco (Guias para o Peru) (1949)
- A Guide to Sacsahuaman: The Fortress of Cusco (Guias para o Peru) (1949)
- Ecuador and the Galápagos Islands: A History (1949)
- Frederick Catherwood, Architect (1950)
- Huancayo and Ayacucho (Seu Guia para o Peru) (1950)
- A Guide to Guayaquil (Guias para o Equador) (1950)
- A Guide to St Vincent (1950)
- A Guide to Machu Picchu (Guias para o Peru) (1952)
- The Four Seasons Of Manuela. A Biography. The Love Story of Manuela Sàenz and Simòn Bolivar (1952)
- Highway of the Sun (1955) - about an expedition of discovery of the ancient roads of the Inca
- A Guide to Cusco and Machu Picchu (Guias para o Peru) (1956)
- Realm of the Incas (1957)
- The Aztec: Man and Tribe (1958)
- A Guide to Sacsahuaman: Ollontay-Tambo and Pisac (1958)
- The World of the Maya (1960)
- Maya, Land of the Turkey and the Deer (1960)
- The Ancient Sun Kingdoms of the Americas: Aztec, Maya, Inca (1961)
- The Incas: People of the Sun (1961)
- A Chronological Chart of Pre-Columbian Indian Cultures of the Americas and World Events (1962)
- The Desert Kingdoms of Peru (1965)
- Roman Roads (1966)
- Roads that Led to Rome (1967)
- The Gold of El Dorado: The Quest for the Golden Man (1968)
- The Incas of Pedro De Cieza De Leon (1970)
- Search for the Maya: The Story of Stephens and Catherwood (1973)
- The Germanic People in America (1976)
- The Royal Road of the Inca (1976)
- Jicaque (1977)
- The Sun Kingdom of the Aztecs (1977)
- Cuzco and Machu Picchu (1979)
- Capac ñan, Schicksalsstrasse der Inkas